# Trichophorum subcapitatum
Trichophorum subcapitatum är en halvgräsart som först beskrevs av George Henry Kendrick Thwaites och William Jackson Hooker, och fick sitt nu gällande namn av David Alan Simpson. Trichophorum subcapitatum ingår i släktet tuvsävssläktet, och familjen halvgräs. IUCN kategoriserar arten globalt som livskraftig. Inga underarter finns listade i Catalogue of Life.